# Xenaploactis anopta
Xenaploactis anopta är en fiskart som beskrevs av Poss och Eschmeyer, 1980. Xenaploactis anopta ingår i släktet Xenaploactis och familjen Aploactinidae. Inga underarter finns listade i Catalogue of Life.